# Pseudocochliobolus eragrostidis
Pseudocochliobolus eragrostidis är en svampart som beskrevs av Tsuda & Ueyama 1985. Pseudocochliobolus eragrostidis ingår i släktet Pseudocochliobolus och familjen Pleosporaceae.   Inga underarter finns listade i Catalogue of Life.